# Al-Haschr

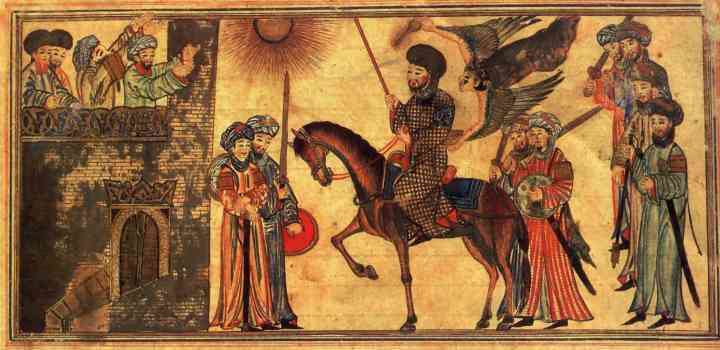
Mohammed unterwirft den Stamm der Banu Nadir. Aus dem Dschami' at-tawarich, 14. Jhd.

Al-Haschr (arabisch الحشر al-Ḥašr ‚Die Versammlung‘) ist die 59. Sure des Korans, sie enthält 24 Verse. Sie wurde in Medina verkündet, und zwar nach der Vertreibung des jüdischen Stammes der Banu Nadir.

## Vers 2
Die namensgebende Versammlung erscheint zweimal im zweiten Vers. Die erste Versammlung erfolgte nach dem Zug nach Chaibar im Frühjahr 628. Die zweite Versammlung wird die allgemeine Auferstehung der Toten sein. Die Terrororganisation „Islamischer Staat“ begann ihr Bekennerschreiben für die Terroranschläge am 13. November 2015 in Paris mit einem Zitat aus diesem Vers:  

«هُوَ  ٱلَّذِیٓ  أَخۡرَجَ  ٱلَّذِينَ  كَفَرُوا۟  مِنۡ  أَهۡلِ  ٱلۡكِتَٰبِ  مِن  دِيَٰرِهِمۡ  لِأَوَّلِ  ٱلۡحَشۡرِ»

„huwa llaḏī ʾaḫraǧa llaḏīna kafarū min ʾahli l-kitābi min diyārihim li-ʾawwali l-ḥašri“

„Er ist es, der diejenigen von den Leuten des Buches, die ungläubig sind, aus ihren Wohnstätten zur ersten Versammlung vertrieben hat.“

Die Wendung „Schrecken einjagen“ im selben Vers bezieht sich auf die Ermordung von Kaʿb ibn al-Aschraf aus dem Stamme der Banu Nadir, mit der Mohammed eine Gruppe von Verschwörern beauftragt hatte.

## Weiterer Inhalt
Bei der Verteilung der Beute werden die armen Auswanderer aus Mekka gegenüber den Helfern aus Medina bevorzugt, was diese akzeptieren sollen. Die Heuchler in Medina werden für ihre vorgebliche Unterstützung der belagerten Banu Nadir getadelt, die den Täuschungsabsichten des Satans entspricht (Vers 16). Die Sure schließt mit einer Lobpreisung Gottes, in der sich zahlreiche seiner schönsten Namen finden.